# Wieliczka
Wieliczka (IPA: vʲɛˈlʲit͡ʂka) település Lengyelországban, a Kis-lengyelországi vajdaságban, Krakkótól délkeletre.  Lakosainak száma 26 599 fő (2021. március 31.).

## Története
A város a 12. században épült, városi rangot 1290-ben II. Przemysł hercegtől kapott.

## Nevezetességei
A város alatt található a világ legrégebbi sóbányáinak egyike.

## Testvérvárosok
- Bergkamen, Németország
- Saint-André-lez-Lille, Franciaország
- Sesto Fiorentino, Olaszország
- Litovel, Csehország

## Képgaléria

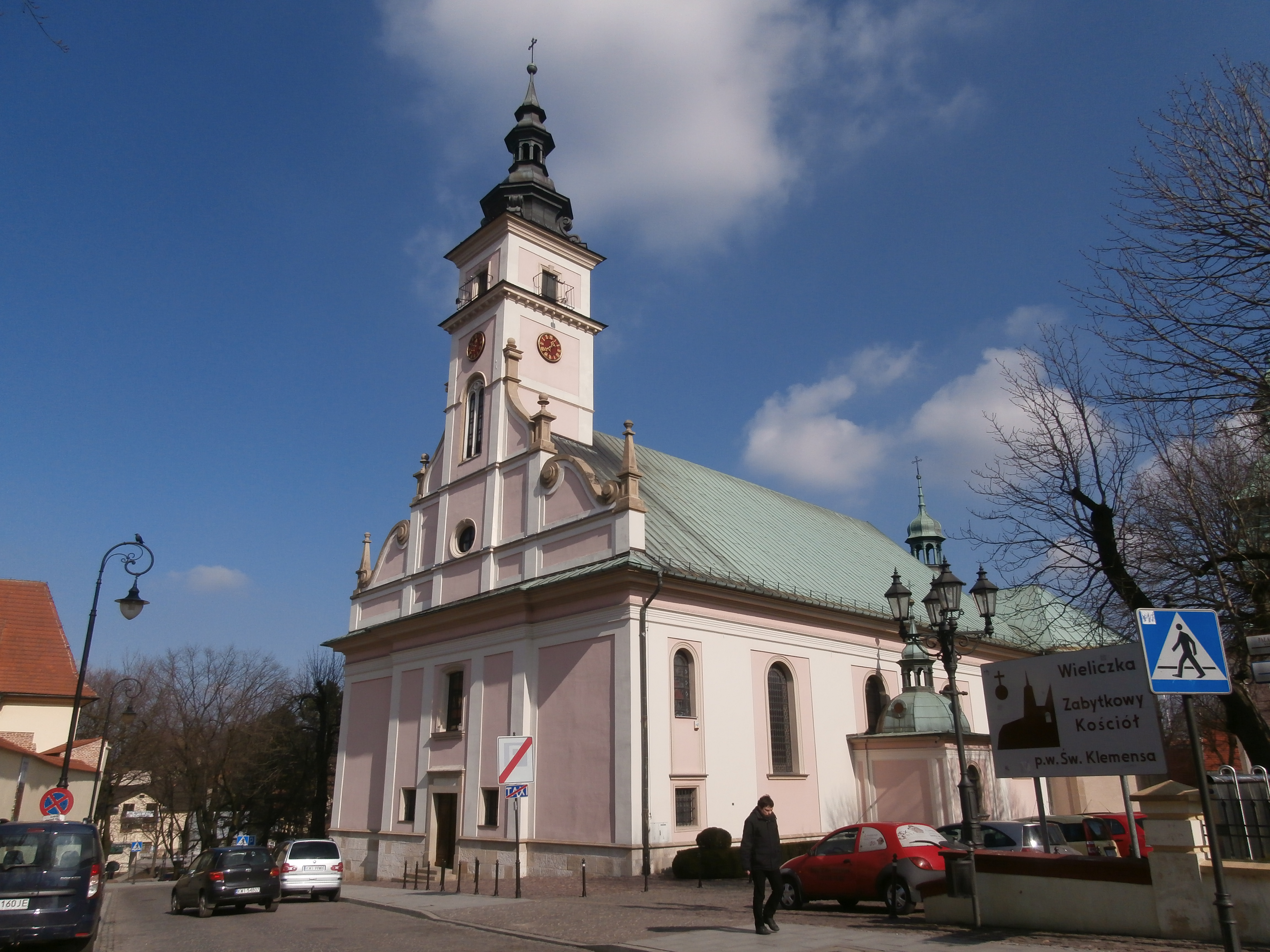
Szent Kelemen-templom
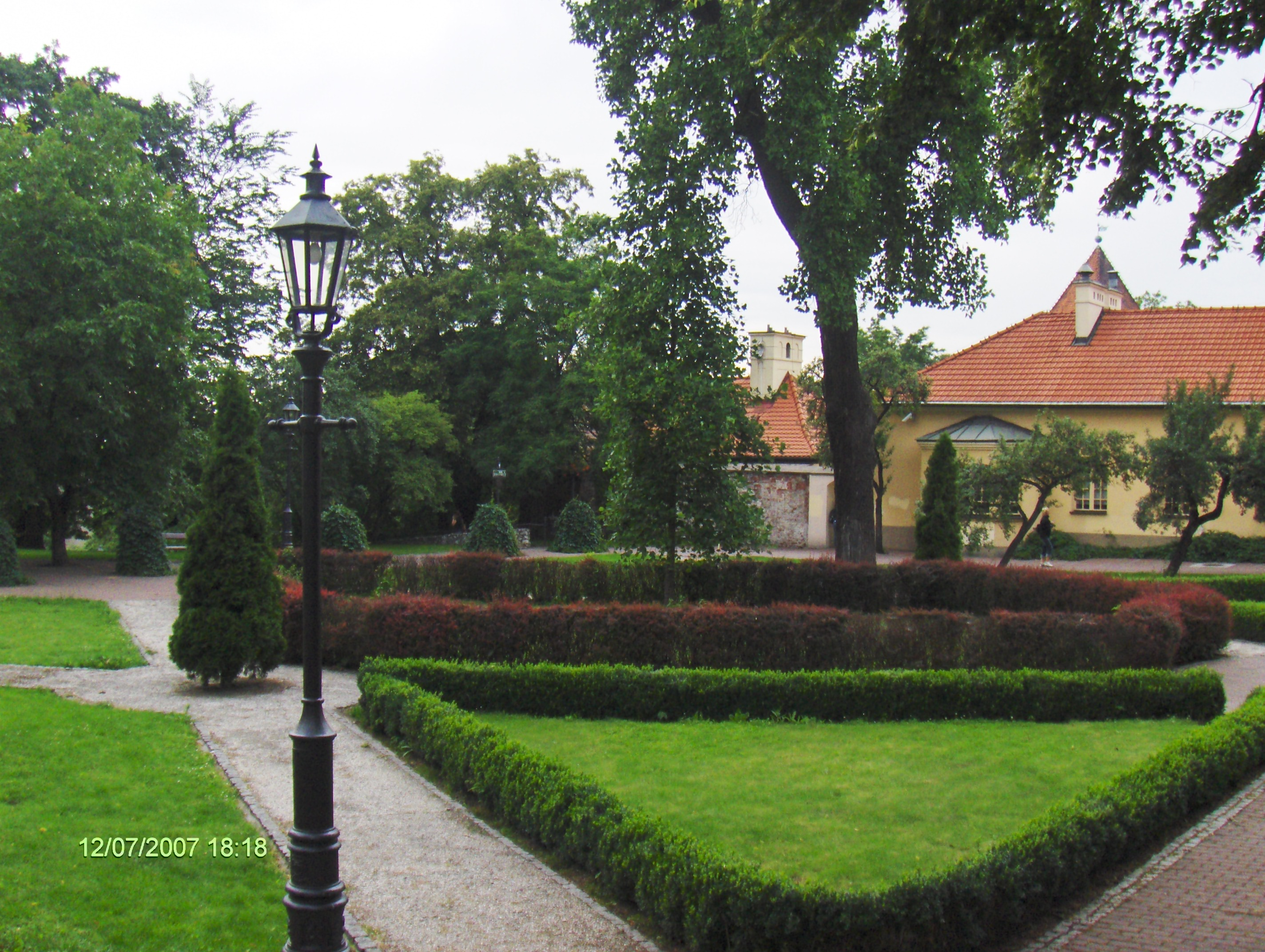
Wieliczka
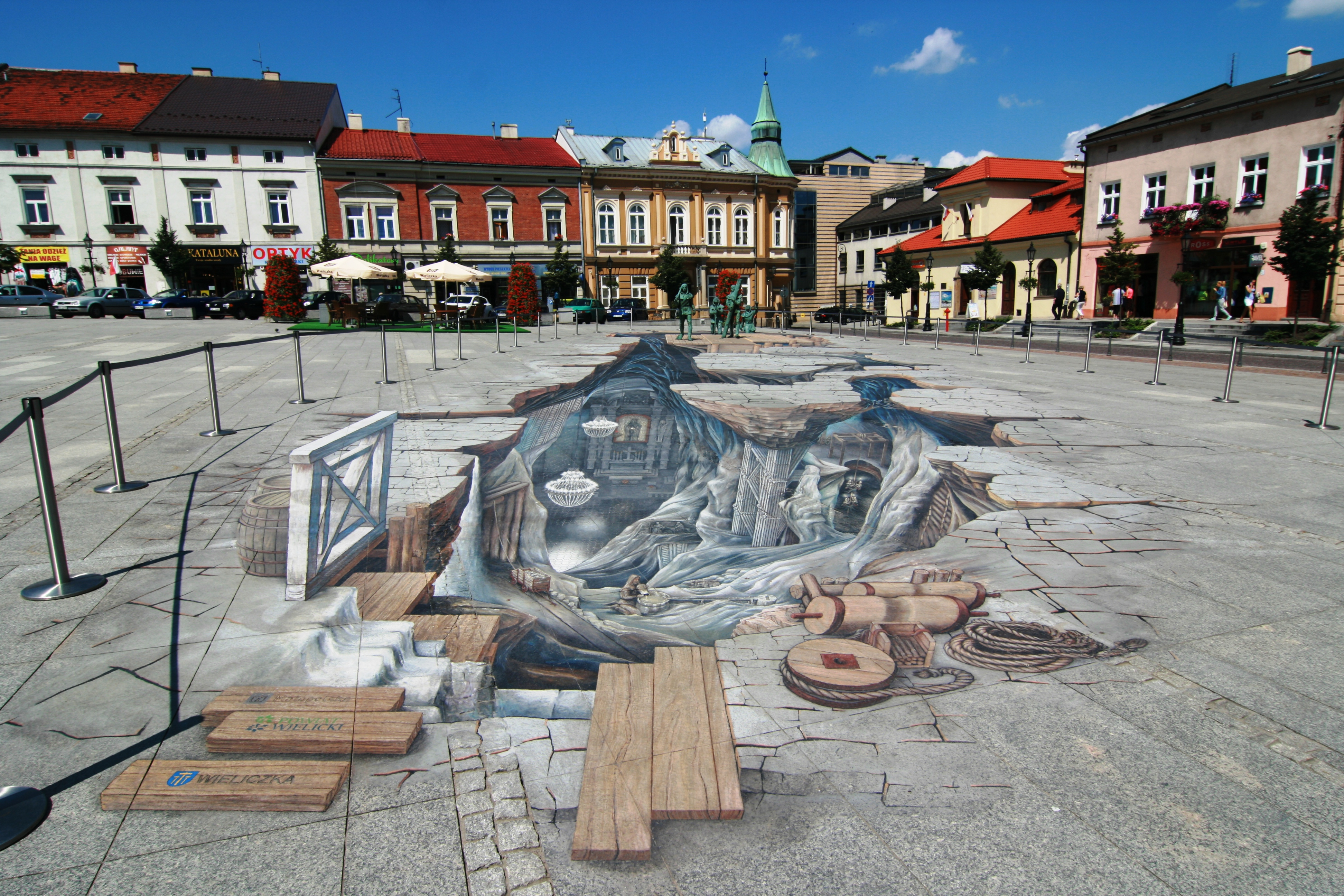
Piactér
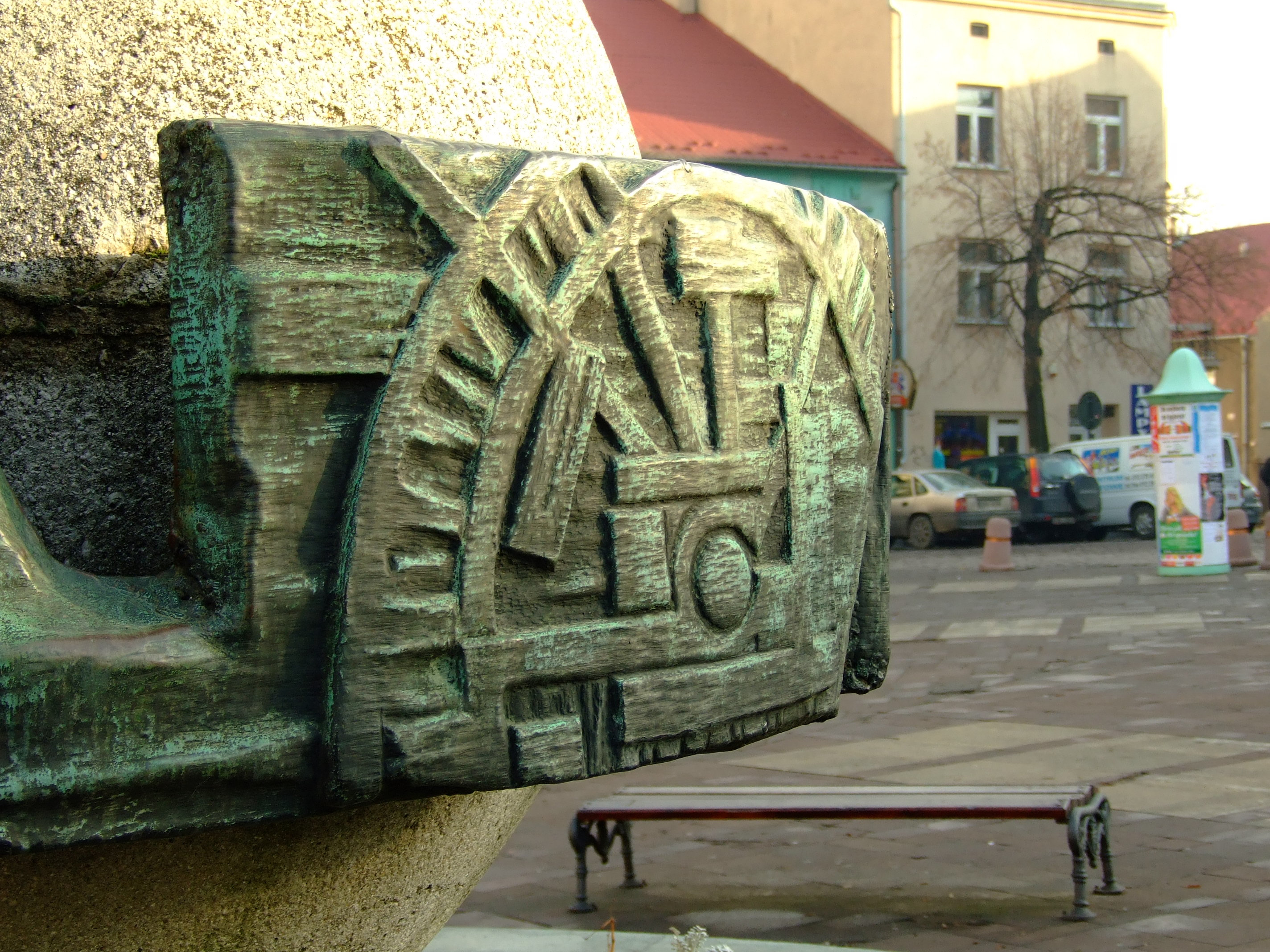
Sóbánya emlékmű
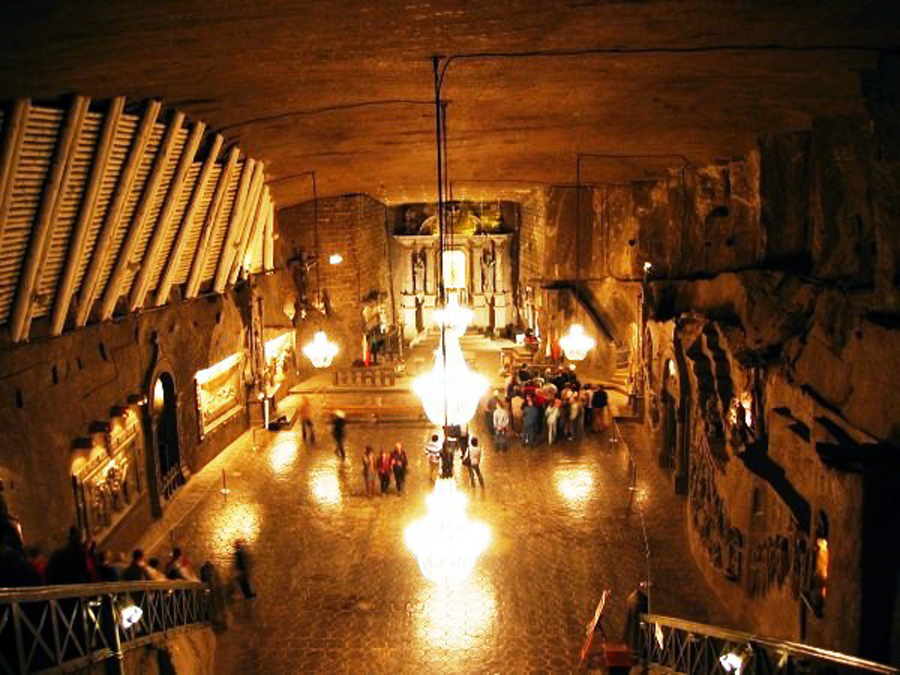
A sóbánya Kinga-kápolnája

## Fordítás
Ez a szócikk részben vagy egészben  a   Wieliczka című angol Wikipédia-szócikk fordításán alapul.  Az eredeti cikk szerkesztőit annak laptörténete sorolja fel. Ez a jelzés csupán a megfogalmazás eredetét és a szerzői jogokat jelzi, nem szolgál a cikkben szereplő információk forrásmegjelöléseként.